# 周立瀛
周立瀛（1816年—？），字軼凡，號仙舫，江西安福人，清朝政治人物。

## 生平
周立瀛于道光十九年（1839年）中舉人，道光二十四年（1844年）成進士。官禮部祠祭司主事，歷升員外郎、郎中。咸豐六年（1856年）改陝西道監察御史。咸丰八年（1858年）任漳州府知府，又委署汀州府知府。咸豐九年（1859年），護理福建汀漳龍道。同治元年（1862年），改福州府知府。